# Amaurohydnum
Amaurohydnum is een monotypisch geslacht van schimmels uit de orde Polyporales. Het bevat alleen Amaurohydnum flavidum.